# گولاکستر کورت‌هاوس (ویرجینیا)
گولاکستر کورت‌هاوس (به انگلیسی: Gloucester Courthouse) یک منطقهٔ مسکونی در ایالات متحده آمریکا است که در شهرستان گلاستر، ویرجینیا واقع شده‌است. گولاکستر کورت‌هاوس ۱۸٫۶ کیلومتر مربع مساحت و ۲٬۹۵۱ نفر جمعیت دارد و ۱۰ متر بالاتر از سطح دریا واقع شده‌است.